# Ben Burtt
Benjamin Burtt, detto Ben (Syracuse, 12 luglio 1948) è un montatore e progettista del suono statunitense.
Ha lavorato per svariati film celebri, tra cui i più noti sono quelli della serie di Guerre stellari. Burtt è stato infatti l'inventore di numerosi effetti sonori per la saga, tra cui il ronzio delle spade laser, i "pigolii" di C1-P8, il verso di Chewbecca e il rombo delle "speeder bike" volanti apparse ne Il ritorno dello Jedi.
Burtt è stato coinvolto nella progettazione del sound design per il film della Pixar, WALL•E: ha ideato il linguaggio, fatto di effetti sonori di vario tipo, con cui i robot del film comunicano tra di loro, e si è occupato anche di dare la voce al robottino protagonista della vicenda.

## Biografia
Ben Burtt si è laureato in fisica all'Allegheny College. Nel 1970 ha vinto il National Student Film Festival con un film di guerra intitolato Yankee Squadron, e per il suo lavoro sul film a effetti speciali Genesis ha vinto una borsa di studio alla University of Southern California, dove ha conseguito una laurea magistrale in Produzione cinematografica.
Il 9 maggio 2004 ha ricevuto honoris causa il titolo di Doctor of Arts dall'Allegheny College.

## Filmografia parziale

### Progettista del suono
- Guerre stellari (Star Wars), regia di George Lucas (1977)
- L'Impero colpisce ancora (The Empire Strikes Back), regia di Irvin Kershner (1980)
- Il ritorno dello Jedi (Return of the Jedi), regia di Richard Marquand (1983)
- Star Wars - Episodio I - La minaccia fantasma (Star Wars: Episode I - The Phantom Menace), regia di George Lucas (1999)
- Star Wars - Episodio II - L'attacco dei cloni (Star Wars: Episode II - Attack of the Clones), regia di George Lucas (2002)
- Star Wars - Episodio III - La vendetta dei Sith (Star Wars: Episode III - Revenge of the Sith), regia di George Lucas (2005)
- Star Wars - Il risveglio della Forza (Star Wars: The Force Awakens), regia di J. J. Abrams (2015)

### Attore
- Il ritorno dello Jedi (Return of the Jedi), regia di Richard Marquand (1983) - nella parte di Dyer, ufficiale imperiale
- Star Wars - Episodio I - La minaccia fantasma (Star Wars: Episode I - The Phantom Menace), regia di George Lucas (1999) - nella parte di Ebenn Q3 Baobab
- Star Wars - Episodio III - La vendetta dei Sith (Star Wars: Episode III - Revenge of the Sith), regia di George Lucas (2005) - nella parte di Lushros Dofine
- WALL•E, regia di Andrew Stanton (2008) - voce di WALL•E e di M-O

### Videogiochi
BD-1 in Star Wars Jedy: Fallen Order e Star Wars Jedi: Survivor 

## Riconoscimenti
L'anno si riferisce all'anno della cerimonia di premiazione.
- 1978
  - Oscar Special Achievement Award per la creazione di alieni, creature e le voci dei robot in Star Wars
- 1982
  - Oscar Special Achievement Award per il montaggio degli effetti sonori in I predatori dell'arca perduta (Raiders of the Lost Ark)
- 1983
  - Oscar al miglior montaggio sonoro insieme a Charles L. Campbel per E.T. l'extra-terrestre (E.T. the Extra-Terrestrial)
- 1984
  - Candidatura Oscar al miglior montaggio sonoro per Guerre stellari - Il ritorno dello Jedi (Return of the Jedi)
  - Candidatura Oscar al miglior sonoro insieme a Randy Thom, Gary Summers e Tony Dawe per Guerre stellari - Il ritorno dello Jedi (Return of the Jedi)
- 1989
  - Candidatura Oscar al miglior montaggio sonoro insieme a Richard Hymns per Willow
- 1990
  - Oscar al miglior montaggio sonoro insieme a Richard Hymns per Indiana Jones e l'ultima crociata (Indiana Jones and the Last Crusade)
  - Candidatura Oscar al miglior sonoro insieme a Gary Summers, Shawn Murphy e Tony Dawe per Indiana Jones e l'ultima crociata (Indiana Jones and the Last Crusade)

- 1997
  - Candidatura Oscar al miglior cortometraggio documentario per Special Effects: Anything Can Happen
- 2000
  - Candidatura Oscar al miglior montaggio sonoro insieme a Tom Bellfort per Star Wars: Episodio I - La minaccia fantasma (Star Wars Episode I: The Phantom Menace)
- 2009
  - Candidatura Oscar al miglior montaggio sonoro insieme a Matthew Wood per WALL•E
  - Candidatura Oscar al miglior sonoro insieme a Tom Myers e Michael Semanick per WALL•E
  - Candidatura BAFTA al miglior sonoro insieme a Tom Myers, Michael Semanick e Matthew Wood per WALL•E
  - VES Outstanding Animated Character in an Animated Feature Motion Picture insieme a Victor Navone, Austin Lee e Jay Shuster per WALL•E
- 2010
  - Candidatura BAFTA al miglior sonoro insieme a Peter J. Devlin, Andy Nelson, Anna Behlmer e Mark Stoeckinger per Star Trek